# Железничка станица Адровац
Железничка станица Адровац је једна од железничких станица на прузи Београд—Ниш. Налази се насељу Доњи Адровац у општини Алексинац. Пруга се наставља у једном смеру ка Алексинцу и у другом према према Корману. Железничка станица Адровац састоји се из 7 колосека.